# Osker
Osker was een Amerikaanse punkband die actief was vanaf 1998 tot en met 2002. Die groep werd opgericht in Los Angeles, Californië en bestond hoofdzakelijke uit de constante leden zanger en gitarist Devon Williams en basgitarist Dave Benitez. De groep kende een roterende formatie qua drummers en Phil Drazik bleek de langste drummer in de band te zijn.
De band heeft twee studioalbums uitgebracht, beiden via Epitaph Records (2000 en 2001), en een splitalbum met de band Blindsided via Bankshot! Records (1998). De band is ook te zien in de film Crazy/Beautiful (2001): de band speelt tijdens de film de nummers "Fuck Me" en "Alright" van het album Treatment 5.

## Geschiedenis
Osker werd opgericht in Los Angeles, Californië. Zanger en gitarist Devon Williams, geboren in 1982, zat nog op de middelbare school toen de band het daglicht zag, en was slechts 20 jaar oud toen deze in 2002 werd opgeheven. Het was dankzij muziekproducer Mike Trujillo, aan wie Devon een demo met daarop vier nummers had gestuurd om daarop feedback te krijgen, dat Osker de gelegenheid kreeg om bij Epitaph te tekenen.
De band tekende een contract bij het grote platenlabel Epitaph Records waar Osker in 2000 en 2001 twee studioalbums liet uitbrengen die door recensenten goed werden ontvangen. De eerste van de twee, getiteld Treatment 5 (2000), biedt een nogal klassiek maar door poppunk beïnvloed punkgeluid, met teksten over voornamelijk tienerproblemen, vaak gezongen op sarcastisch, cynisch of minachtende wijze. In 2001 werkte Osker opnieuw samen met muziekproducer Mike Trujillo voor wat later hun tweede en laatste studioalbum Idle Will Kill bleek te zijn. De muzikale stijl op het album neemt meer afstand van het traditionele punkgeluid.
De belangrijkste reden voor het uiteenvallen was het ontbreken van een vaste drummer, wat onenigheid veroorzaakte tussen de leden. Drummer Phil Drazik verliet de band uiteindelijk voorgoed om vervolgens in de band End on End te gaan spelen. Na zijn vertrek kende Osker een opeenvolging van tijdelijke drummers zonder ooit een permanente drummer te vinden. Devon en Dave lieten de groep vallen in februari 2002.
Nadat de band was opgeheven liet Williams weten dat de band voor de opheffing bezig was geweest met een derde studioalbum, voorlopig getiteld Thriller. Dit werd later weerlegd door Benitez als een grap.

## Leden
- Devon Williams - zang, gitaar
- Dave Benitez - basgitaar
- Phil Drazik - drums

## Discografie
Studioalbums
- Treatment 5 (2000, Epitaph Records)
- Idle Will Kill (2001, Epitaph Records)

Splitalbums
- Osker/Blindsided (1998, Bankshot! Records)